# Giuseppe Antonio Guattani
Giuseppe Antonio Guattani, né le 18 septembre 1748 à Rome où il est mort le 29 décembre 1830, est un archéologue, écrivain et professeur d’histoire et de mythologie italien.

## Biographie
Giuseppe Antonio Guattani est né à Rome en 1748. Son père Carlo Guattani est un médecin anatomiste et chirurgien de trois Pontifes et sa mère Caterina Pagliarini appartient à une famille romaine d'imprimeurs.
Il exerce d'abord le métier d'avocat puis devient secrétaire de Francesco Piranesi et ami d'Ennius Quirinus Visconti. Il  se tourne vers l'étude des antiquités tout en pratiquant la poésie et la musique. Après avoir quitté Rome, iI parcourt une partie de l'Europe pour accompagner sa femme chanteuse en tant que professeur de musique. Arrivé à Paris, il est invité  en 1804 par le pape Pie VII à revenir à Rome pour y reprendre ses travaux d'antiquités. Ayant accepté l'invitation, il devient secrétaire perpétuel de l'Académie pontificale d'archéologie et de l'Accademia di San Luca, professeur d'histoire et de mythologie, conseiller des Antiquités romaines pour la sculpture, et antiquaire d'Auguste III de Pologne.
Giuseppe Antonio Guattani  est mort à Rome le 29 décembre 1830 à l'âge de 82 ans.

## Œuvres

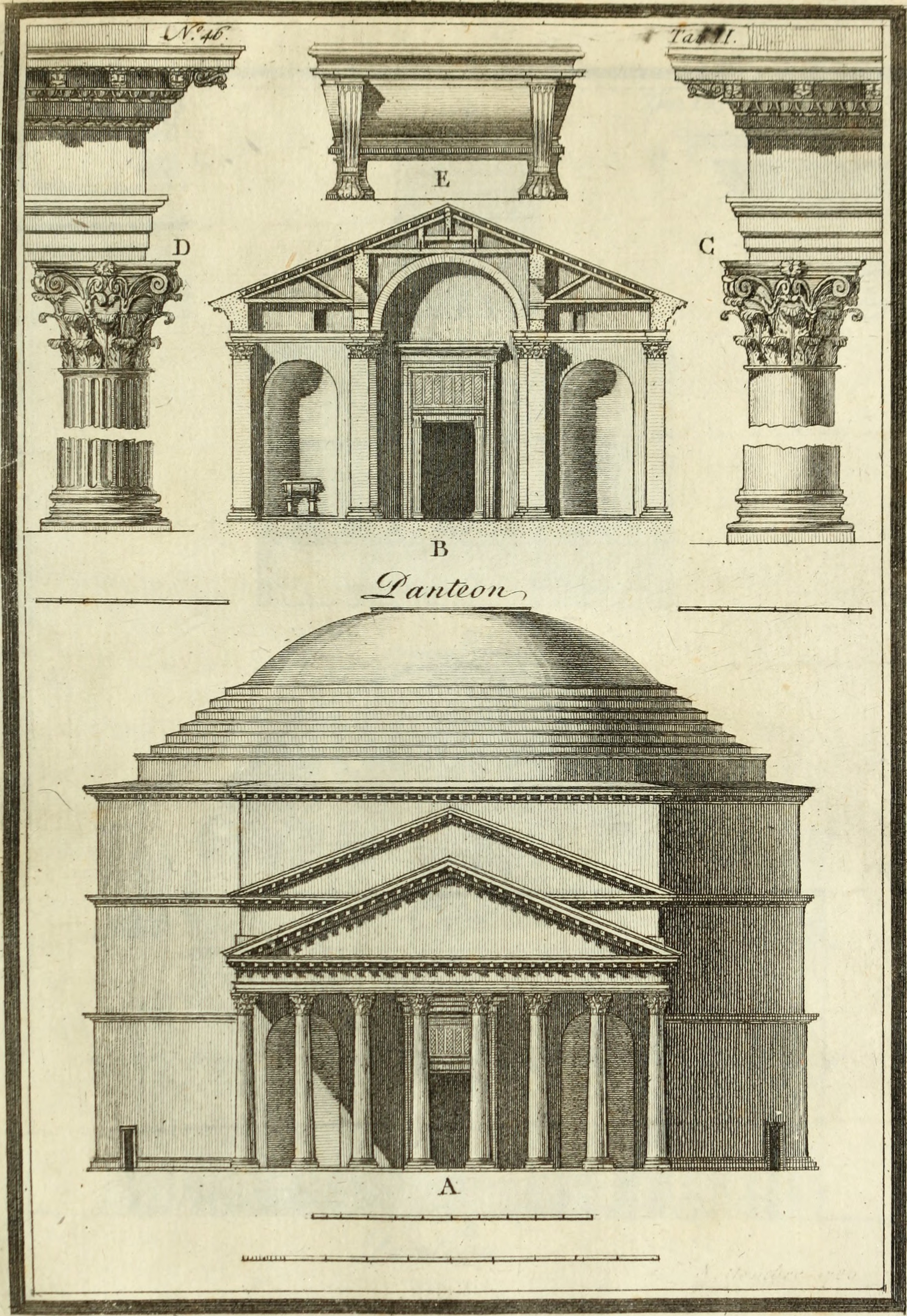
Image tirée de Roma descritta ed illustrata

- (it) I più celebri quadri delle diverse scuole italiane, Rome, 1855.
- (it) Lezione di storia, mitologie  e costumi, Rome, 1839.
- (it) Monumenti sabini, Rome, 1827-1830, 3 vols.
- (it) Parallelo di Roma antica e moderna, Pesaro, 1824.
- (it) Il Museo Chiaramonti, Milan, 1820.
- (it) Memorie enciclopediche sulle antichità e belle arti di Roma, Rome, 1817-19, 2 vols.
- (it) La pittura comparata...., Rome , 1816.
- (it) I tre archi trionfali di Costantino, Severo e Tito, Rome, 1815.
- (it) La difesa di Pompeo, Rome, 1813.
- (it) Roma descritta ed illustrata, Rome,1805, 2 vols.
- (it) Memorie per le belle arti, Rome, 1787.
- (it) Monumenti antichi inediti, Rome, 1784-90, 7 vols.
- (it) Descrizione del Discobolo[1].